# Владимир Чагин
Владимир Генадиевич Чагин (на руски: Владимир Геннадьевич Чагин), роден на 5 януари 1970 година е руски оф-роуд състезател. Той е печелил Рали Дакар при камионите с отбора на КамАЗ през: 2000, 2002, 2003, 2004, 2006, 2010 и 2011 години. Чагин е най-успешния пилот при камионите в цялата история на ралито, спечелвайки си прякора „Царят на Дакар“.

## Рекорди
От януари 2012 година държи следните рекорди:
- Най-много победи на Рали Дакар в категория „камион“ – 7 (с 1 повече от Карел Лопрайс)
- Най-много етапни победи – 63 (с 2 повече от Стефан Петерханзел)
- Най-много етапни победи в категория „камион“ в един сезон – 9 от 14 през 2010 година

## Награди и отличия
- Орден за заслуги към отечеството IV степен – за изключителни спортни постижения в Рали Дакар
- Орден за храброст – за смелост и професионализъм в екстремните условия при участие в международни състезания
- Орден на честта – за заслуги в развитието на физическата култура и спорта, голям принос към укрепване на приятелството и сътрудничеството между народите
- Медал „В памет на 1000-годишнината на Казан“
- Заслужил майстор на спорта на Русия